# MÁV Szimfonikus Zenekar
A MÁV Szimfonikus Zenekar egy 1945 óta működő szimfonikus zenekar, amelyet az ország vezető hivatásos zenekarainak sorában tartanak számon. Repertoárja a barokk zenétől a modern, kortárs művekig terjed. Rendszeresen hallhatóak rádió- és televíziófelvételeken is. Fenntartója a MÁV Magyar Államvasutak Zrt.
A zenekar vezető karmestere 2021. júliusától Farkas Róbert, állandó vendégkarmesterei Takács-Nagy Gábor, Csaba Péter és Kesselyák Gergely, tiszteletbeli vendégkarmestere Kobajasi Kenicsiró.

## Története
A MÁV Szimfonikus Zenekart 1945-ben, a második világháború végnapjaiban alapította Varga László, a Magyar Államvasutak akkori elnök-vezérigazgatója. Célja volt, hogy a vasút kultúrát is szállítson. Fontosnak tartotta, hogy a háború végével az építőanyagon és élelmiszeren felül a háború okozta lelki sebek orvoslására is. Varga ötlete nyomán speciális vasúti kocsikban hálófülkéket alakítottak ki zenészek számára, egy másik vagonban pedig a hangszereket helyezték el. Az alapítás évforduló napja május elsejére esik; ekkor szólalt meg először a vasutas fúvós zenekarokra (pl. a Vasutas Ének- és Zenetársaság) épülő formáció a MÁV zenekaraként. Az ezt követő hónapokban Szőke Tibor, az első vezető karmester valódi szimfonikus társulatot formált az addig javarészt amatőr zenészekből, így egyre több magasan képzett zenész csatlakozott a társulathoz.
Kezdeti időszakának fontos programja volt a Gördülő opera elnevezésű, országjáró hangversenysorozat. A program keretében évtizedeken át részt vettek vidéki nagyvárosok kulturális programjaiban. A dalszínház legnevesebb énekeseit felléptető programsorozat 1947-ben, Sárospatakon debütált az Aidával, és egészen a hetvenes évek végéig járta a vidéket.

## Koncertbérletei és sorozatai
A zenekar 1947-től szervezi bérleti előadásait a Zeneakadémián. Emellett az Erdélyi Miklós-. illetve a Lukács Miklós-bérlet hat-hat koncertje hallható itt. 2005 tavaszi megnyitása óta a MÜPA Bartók Béla Nemzeti Hangversenytermében rendezi meg a zenekar reprezentatív koncertsorozatát, a Szőke Tibor-mesterbérletet. Kamarazenekari hangversenybérletét a Festetics Palota Tükörtermében (Festetics-bérlet), míg az Unokák és nagyszülők hangversenyei című, a 8-14 éves korosztálynak szóló ifjúsági bérletsorozatának a Kristály Szintér ad helyszínt.

## Fellépései
1988-ban a zenekar koncertet adott többek között II. János Pál pápa tiszteletére Castel Gandolfóban, a pápa nyári rezidenciáján, az Assissi-fesztivál keretében. Az 1990-es években részt vettek a Luciano Pavarotti, Plácido Domingo, és José Carreras által jegyzett Három Tenor produkcióban, 1999-ben a Tokyo Dome-ban 32 ezer néző előtt hangversenyeztek velük (a karmester James Levine volt), illetve a Három Tenor szólóestjének turnéján is közreműködhettek.
A zenekar a bérletes előadásokon kívül évente több mint 100 koncertet tart itthon és külföldön. Rendszeres fellépője több jeles zenei fesztiválnak, így a Budapesti Tavaszi Fesztiválnak, a Miskolci Nemzetközi Operafesztiválnak is, illetve közreműködik a Budapesti Fesztiválzenekar és a MÜPA éves rendszerességű zenei maratonjain. Ezen felül gyakran országszerte fellép a Nemzeti Filharmonikus Zenekarral koncertjein.
A koncert híres karmesterei között szerepel Szőke Tibor alapító, Lukács Miklós, Pécsi István, Oberfrank Géza, Nagy Ferenc, Mark Gorenstein, Gál Tamás, Kollár Imre, illetve Takács-Nagy Gábor. Olyan vendégkarmesterekkel léptek fel együtt, mint Kobajasi Kenicsiró, aki 2014-15-ös évadtól a zenekar tiszteletbeli vendégkarmestere is, továbbá Jevgeni Buskov, Vásáry Tamás, Kocsis Zoltán, Ferencsik János, Lamberto Gardelli, Franco Ferrara, Uri Mayer, Nikolai Anosov, Roberto Benzi, Angelo Ephrikian, Franz Konwitschy, Ottmar Suitner, Arwid Janszonsz, Vladimír Válek, Hans Swarowsky, Carlo Zecchi, Herbert Blomstedt, Moshe Atzmon, Kurt Masur, Jurij Szimonov, Irwin Hoffman, James Levine, Fürst János és Carlo Ponti Jr.
Koncertjeiken fellépett többek között Kiri Te Kanawa, Lucia Aliberti, Miklósa Erika, Rost Andrea és Helen Donath szopránénekes, Roberto Alagna tenor, Dudu Fischer énekes, szólistaként Ruggiero Ricci, Gertler Endre, Ruha István, Baráti Kristóf és Alexander Markov hegedűművész, Lazar Bermann, Jeanne-Marie Darré, Ramzi Yassa, Ránki Dezső, Jandó Jenő, Bogányi Gergely és Frankl Péter és Menahem Pressler zongorista, Tsuyoshi Tsutsumi, David Geringas és Onczay Csaba és Perényi Miklós gordonkaművész.

## Díjai és elismerései
- 2011 Bartók Béla–Pásztory Ditta-díj
- Széchenyi-emlékérem
- 2013 Az MSZOSZ kulturális díja a szakmai munkásságáért és kiemelkedő közösségi és közéleti tevékenységéért
- 2013 A Magyar Érdemrend Lovagkeresztje Lendvai György ügyvezető igazgató részére „Magyarország egyik vezető szereppel bíró, közel hetvenéves kultúramegőrző és kultúrateremtő múlttal rendelkező együttese sikeres irányításáért, az ifjúság zenei nevelésének előtérbe helyezéséért.”
- 2019 Artisjus előadóművészeti díj[2]